# 獨臂刀大戰盲劍客
《獨臂刀大戰盲劍客》（日语：新座頭市・破れ!唐人剣）是1971年的日本武士電影，原作為作家子母澤寛，由大映公司製作的『盲劍客』第22集。
這次座頭市的對手，是在香港1970年代風行的「獨臂刀」，由王羽主演，而這部電影在港日兩地有不同版本的結局。
嘉禾初以「盲俠大戰獨臂刀」為名宣傳，後將「盲俠」與「獨臂刀」先後次序對調，如此改名以免觀衆不滿日本人「盲俠」行頭、華人「獨臂刀」在後而加以抵制。

## 劇情概要
獨臂刀俠王剛來到日本去看看他的同鄉，沒想到同鄉被浪人所害，只留下他們的孩子，而剛好在當晚遇到了盲俠座頭市...

## 製作人員
- 原作：子母澤寛
- 監製：勝新太郎
- 導演：安田公義
- 編劇：安田公義，山田隆之
- 音樂：富田勲
- 攝影：牧浦地志
- 美術：西岡善信

## 演員
- 座頭市：勝新太郎
- 王剛：王羽
- 濱木綿子
- 南原宏治
- 安部徹
- 佐佐木孝丸
- 花澤徳衛
- 大前均
- 三波伸介
- 伊東四朗